# Nawanagar (Staat)

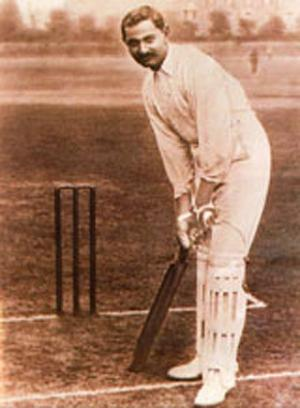
Ranjitsinhji, gefeierter Cricket-Spieler und Maharaja von Nawanagar

Nawanagar (Hindi: नवानगर रियासत, Navānagar Riyāsat, Gujarati નવાનગર રાજ્ય Navānagara Rājya) war ein Fürstenstaat Britisch-Indiens im Westen der Halbinsel Kathiawar im heutigen Bundesstaat Gujarat. 

## Geschichte
Das Fürstentum wurde 1535 von Jam Ravalji Lakhaji aus der Rajputen-Dynastie der Raos von Kachchh (dem Jadecha-Clan) gegründet. 1540 gründete er die Stadt Nawanagar, heute Jamnagar. Der Herrschertitel lautet seit Vibhaji II. Ranmalji (1852–96) Maharaja Jam Sajib. Der Dynastie gehörten auch andere kleine indische Fürstenstaaten in Gujarat wie Drhol und Morvi. 
Nawanagar war 1812–1947 britisches Protektorat und hatte 1941 eine Fläche von 9818 km² und 470.000 Einwohner. Von 1924 bis 1944 gehörte es zur Western India States Agency. Am 15. August 1947 wurde es Mitglied des Staatenbundes Saurashtra und am 15. Februar 1948 vollzog es den Anschluss an Indien. Am 1. November 1956 wurden alle Fürstenstaaten aufgelöst, Nawanagar wurde dem Bundesstaat Bombay einverleibt. Durch die Teilung von Bombay am 1. Mai 1960 kam Nawanagar als Distrikt Jamnagar zu Gujarat.

## Sonstiges
Der Jadecha-Clan war bekannt für die Tötung seiner weiblichen Nachkommen. Schon 1817 wurde beobachtet, das es Verwaltungsbezirke gab, in denen keine weiblichen Nachkommen des Clans existierten.
Der vorletzte regierende Maharadscha Sir Ranjitsinhji Vibhaji Jadeja (1872–1933) war ein berühmter Cricket-Spieler, der vor seiner Regierungszeit für das englische Cricket-Team spielte und wegen seines aufwändigen Lebensstils bekannt war.
Der Staat hatte 1877–95 eine eigene Post mit eigenen Briefmarken und bis 1947 auch eigene Münzen.